# Basilique de la Macarena
Pour les articles homonymes, voir La Macarena.
La basilique de Sainte Marie de l’Espérance Macarena (en espagnol : Basílica de Santa María de la Esperanza Macarena), populairement connue comme la basilique de la Macarena (Basílica de La Macarena) est une église catholique située à Séville, en Andalousie (Espagne). Son adresse est 1, rue Bécquer, dans le quartier de San Gil (district Casco Antiguo). Devant la basilique se trouve la Porte de la Macarena, ancienne porte de ville de la muraille qui entourait la ville jusque dans les années 1860.
L'édifice obtient, par une bulle de Paul VI du 12 novembre 1966, le titre de basilique.

## Histoire

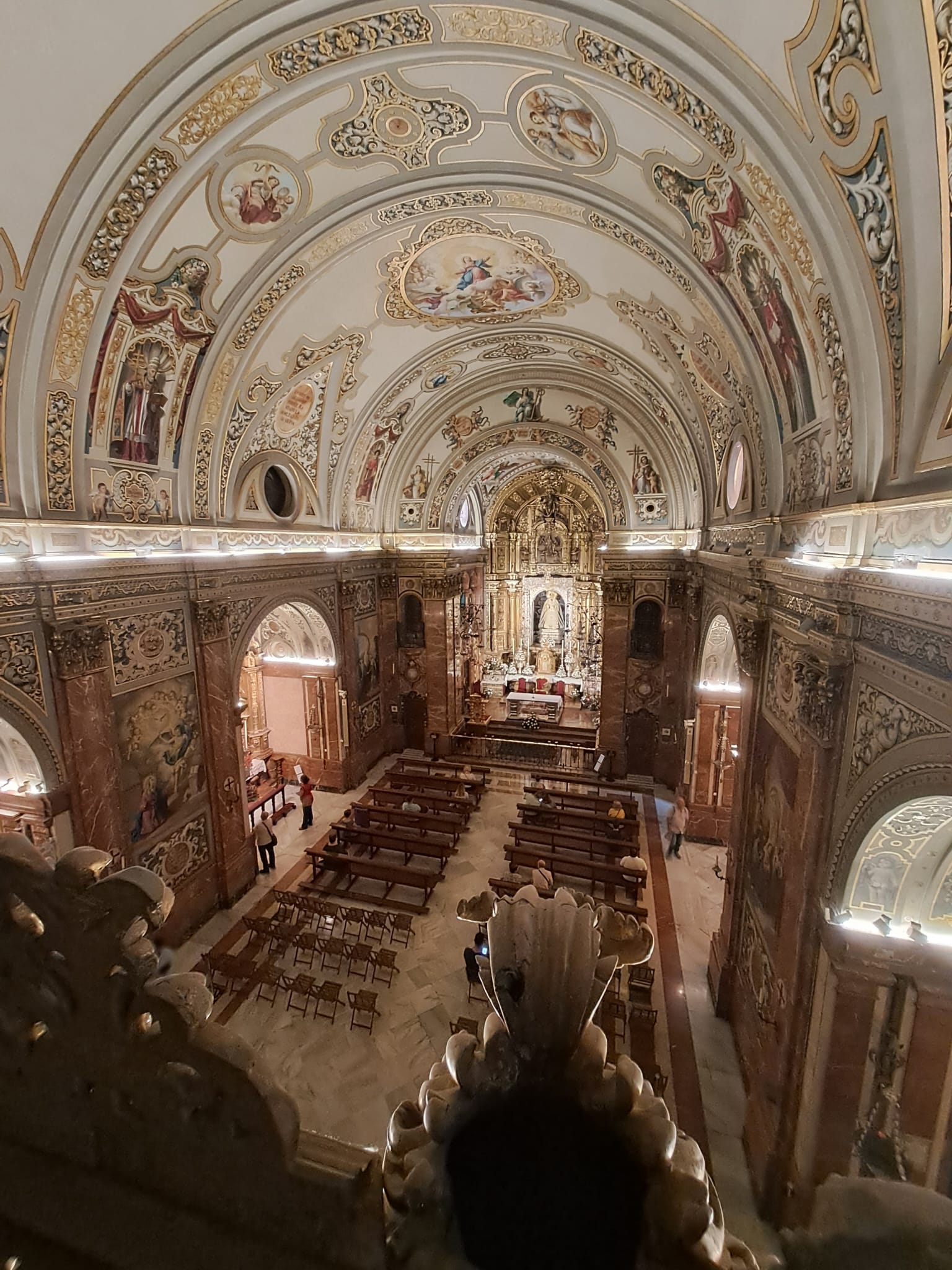
L'intérieur de la basilique.

Sa construction débute en 1941 lorsque, le 13 avril, Pedro Segura y Sáenz, archevêque de Séville, bénit le terrain sur lequel est posée la première pierre de l'édifice. L'église est l'œuvre de l'architecte local Aurelio Gómez Millán. Elle ne possède qu'une seule nef ainsi que des chapelles latérales. L'édifice est terminé en 1949 et béni la même année, le 18 mars, également par Pedro Segura y Sáenz sous le parrainage du général Gonzalo Queipo de Llano et de Serafina Salcedo (épouse de Francisco Bohórquez Vecina, frère supérieur de la Confrérie de la Macarena). La Macarena est consacrée par le cardinal José Maria Bueno y Monreal, archevêque de Séville, le 7 octobre 1966.

## Intérieur

### Chapelle etcamarínde la Macarena

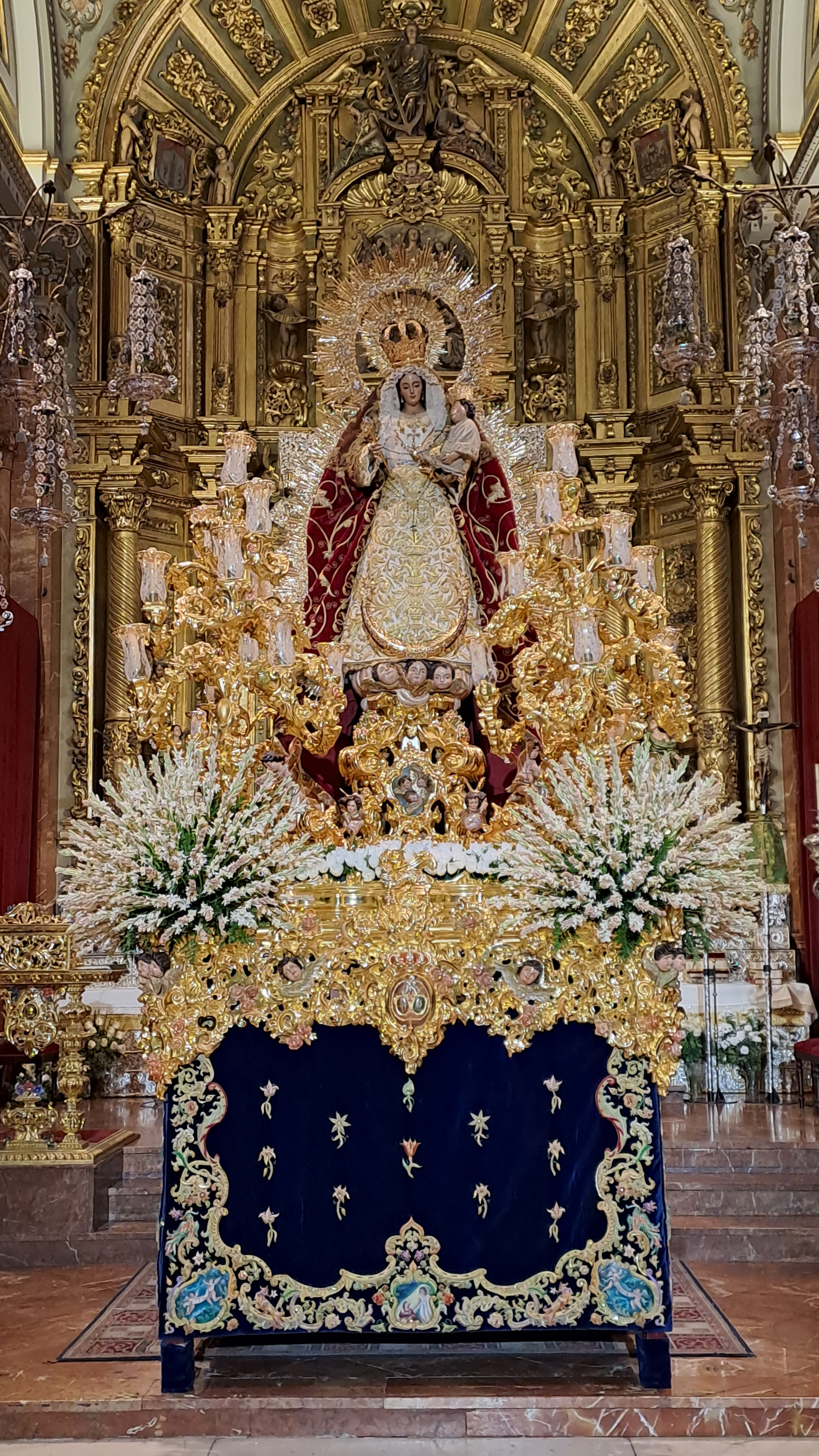
la Macarena.

Le retable de l'autel est de style néo-baroque. Il est réalisé en 1949 par les huchiers Juan Pérez Calvo et Rafael Fernández del Toro. Ses décors sculptés sont du gaditan Luis Ortega Bru et les dorures d'Antonio Sánchez. L'ensemble a une hauteur de 12 m et se divise en deux corps et un attique qui abrite des allégories des trois vertus théologales. La décoration du camarín (petite chapelle située derrière l'autel) est exécutée par López Morelló. Le retable héberge la Vierge de la Esperanza Macarena (es), une icône anonyme de la fin du XVIIe siècle ou du début du XVIIIe siècle.

### Chapelle etcamarínde la Sentencia

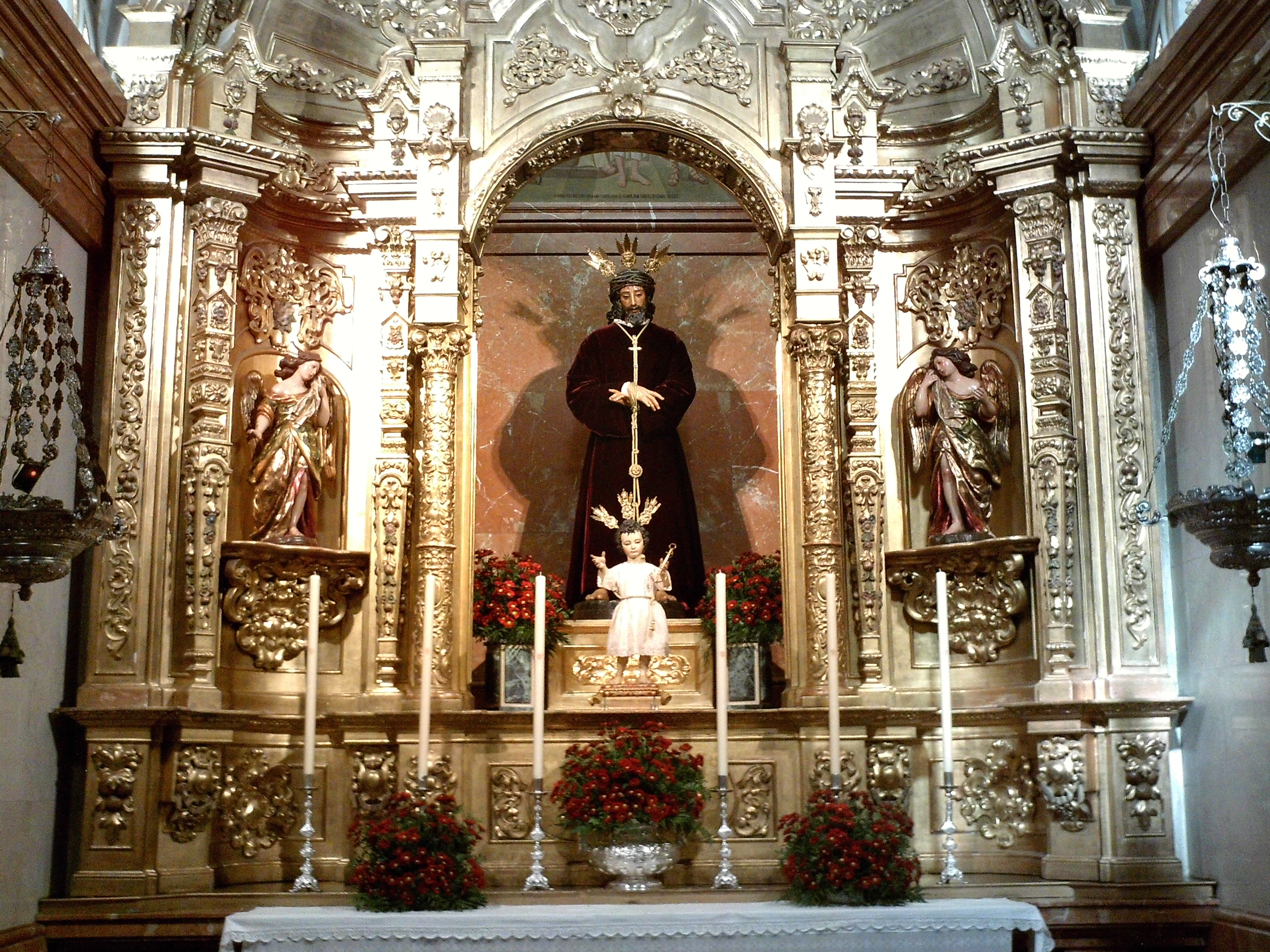
La chapelle de la Sentencia.

La primera capilla du vaisseau latéral gauche est dédié au culte de Notre Père Jésus de la Sentence (Nuestro Padre Jesús de la Sentencia), une statue habillée réalisée par Felipe de Morales en 1654. L'icône se situe dans un autel réalisé en 1951 par l'atelier de Pérez Calvo, offert par les fonctionnaires du ministère de la Justice. Il est de style baroque et est composé de trois panneaux, le panneau central abritant le camarín du Christ et les panneaux latéraux des images de San Gonzalo et de Santa Genoveva. Les décors sculptés sont également de Luis Ortega Bru. L'ensemble est couronné par un relief de la Vierge du Pilier, sainte patronne de l'Hispanité.

### Capilla del Rosario

l'autel de l'Hispanité.

### Autel de l'Hispanité
L'autel de l'Hispanité est le dernier retable, situé au fond du temple, à droite. Il est ordonné par la Confrérie pour remercier les pays d'Amérique latine pour les nombreuses donations effectuées pour la construction et l'embellissement de la basilique. Dessiné et exécuté par l'atelier de Pérez Calvo, il abrite des peintures des saintes patronnes latino-américaines, réalisées par l'artiste sévillan Luis Encina. Seule Nuestra Señora de la Altagracia, patronne de la République dominicaine, est réalisée en céramique par Enrique Orce. Il est béni en 1959 par le cardinal José Maria Bueno y Monreal.
Une peinture de Notre-Dame de Guadalupe, sainte patronne de la ville de Mexico, œuvre de 1703 du peintre Joseph Mota, préside l'autel. Elle est offerte à la Confrérie par le père Feliciano Cortés, grand abbé de la basilique Notre-Dame-de-Guadalupe de Mexico. Les autres icônes sont celles de Notre-Dame de Coromoto, sainte patronne du Venezuela, la Vierge de Caacupé (es) (Paraguay), sainte Rose de Lima (Pérou), Notre-Dame de la Divine Providence (es) (Porto Rico), Notre-Dame de Luján (es) (Argentine),  Notre-Dame de Chiquinquirá (Colombie), la Vierge du Quinche (es) (Équateur), Notre-Dame du Mont-Carmel (Chili) et Nuestra Señora de la Altagracia (République dominicaine).

## Confrérie de la Esperanza Macarena
La basilique constitue le siège de la Confrérie de la Esperanza Macarena qui, lors de la Semaine sainte, défile pour sa procession de pénitence durant la Madrugá, dans la nuit du jeudi au vendredi saints avec les icônes de la Vierge de la Esperanza Macarena (Esperanza Macarena de Sevilla) et celle de Nuestro Padre Jesús de la Sentencia, représentant le moment où est lue au Christ la sentence qui le condamne.

## Musée
En octobre 2009, le nouveau musée de la basilique est inauguré par le cardinal Carlos Amigo Vallejo, archevêque de Séville, par le maire de la ville, Alfredo Sánchez Monteseirín, et par Juan Ruíz Cardenas, frère supérieur de la Confrérie de la Macarena. Les nouvelles installations disposent de 800 m2, sur 3 étages. Le musée offre une vision de la Semaine sainte de Séville et présente des objets processionnels et liturgiques accumulés par la confrérie en quatre siècles d'existence.

## Galerie

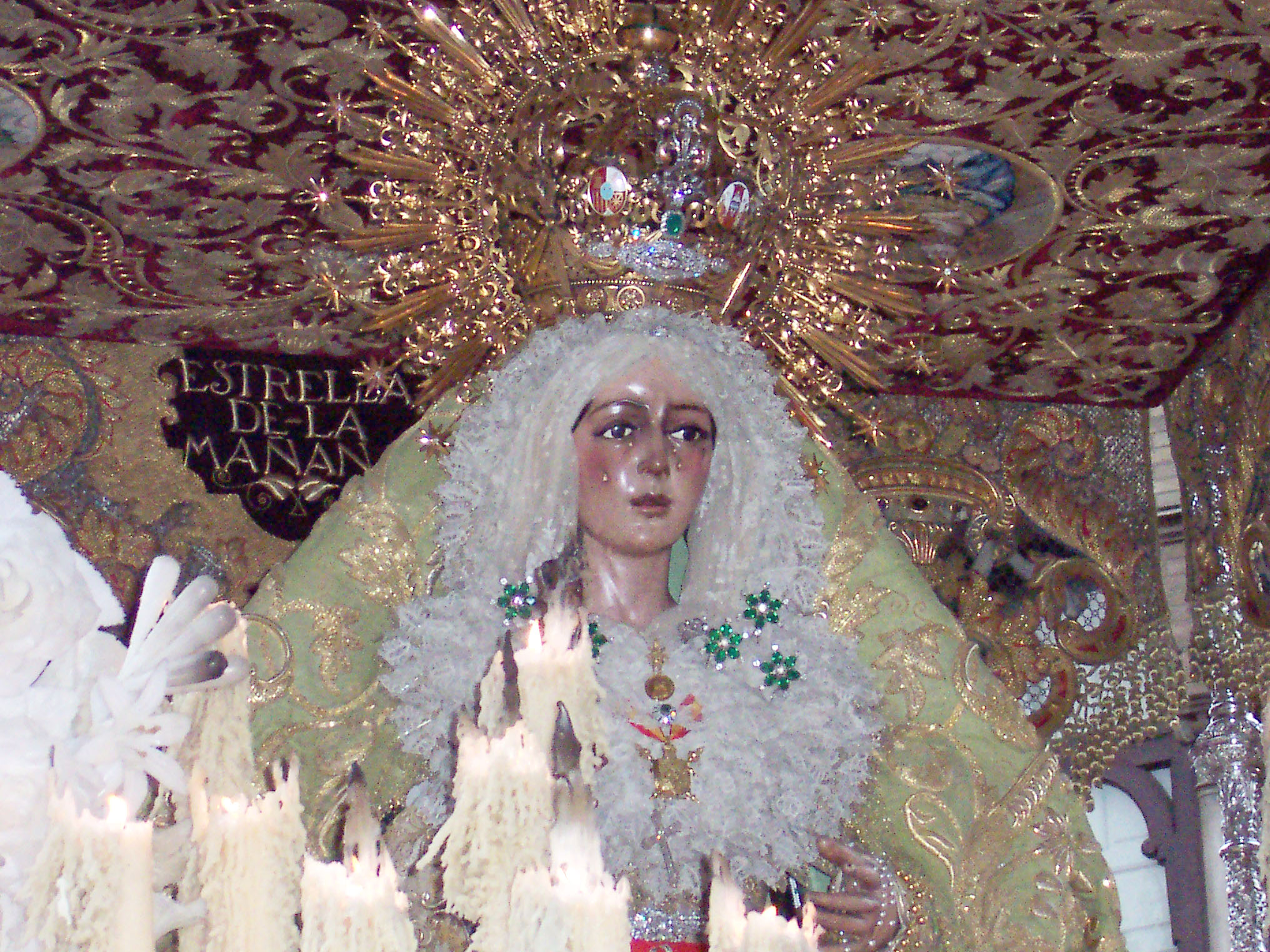
Statue de la Vierge de la Esperanza Macarena de Séville.
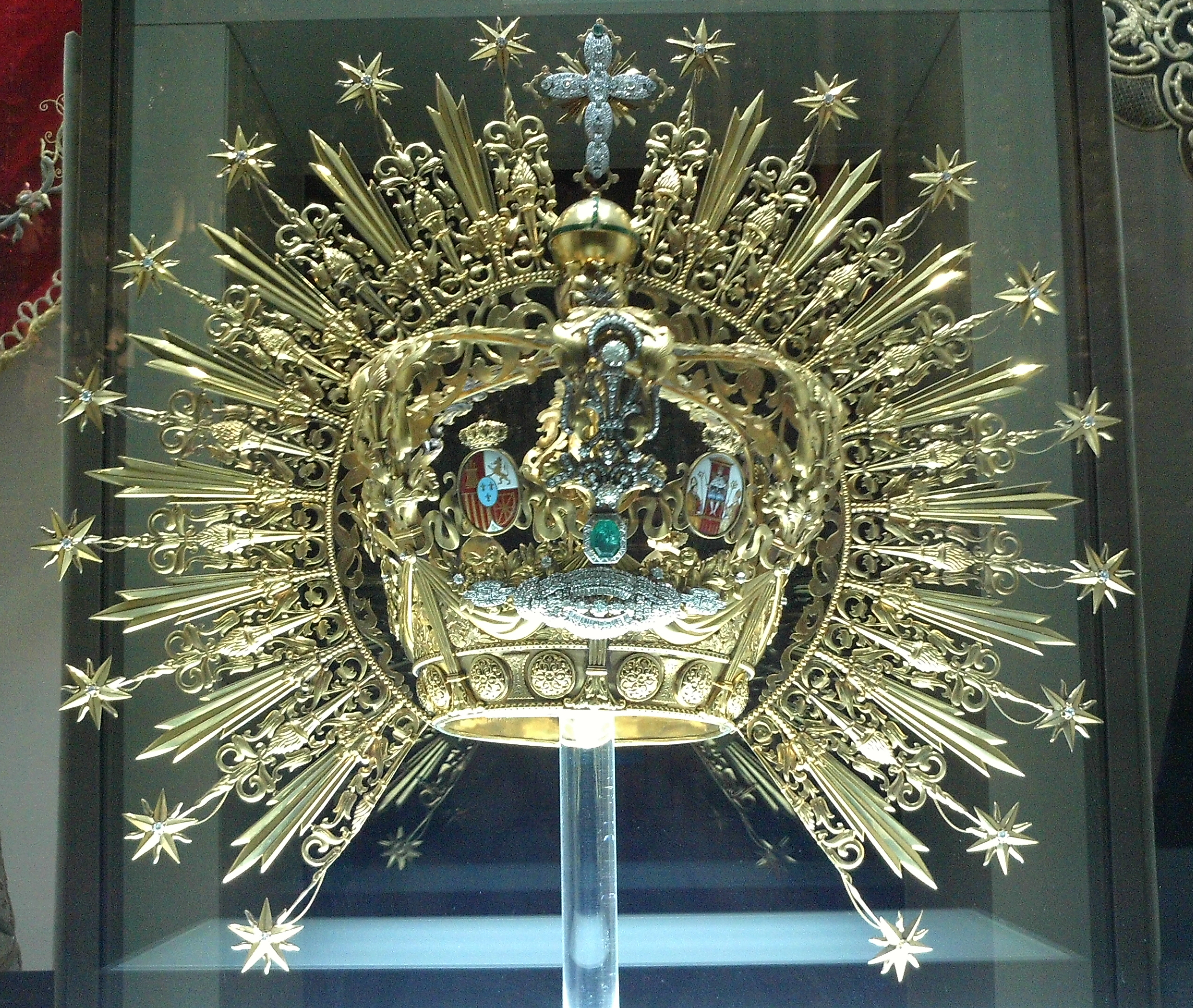
Couronne de la Macarena.
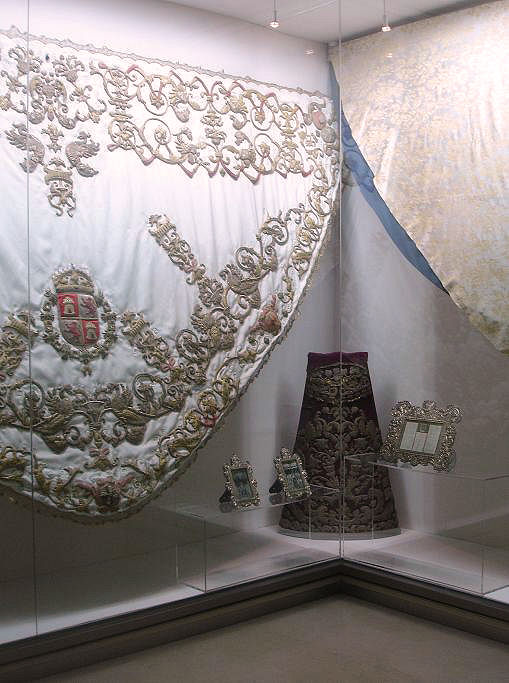
Quelques pièces du musée de la Macarena.
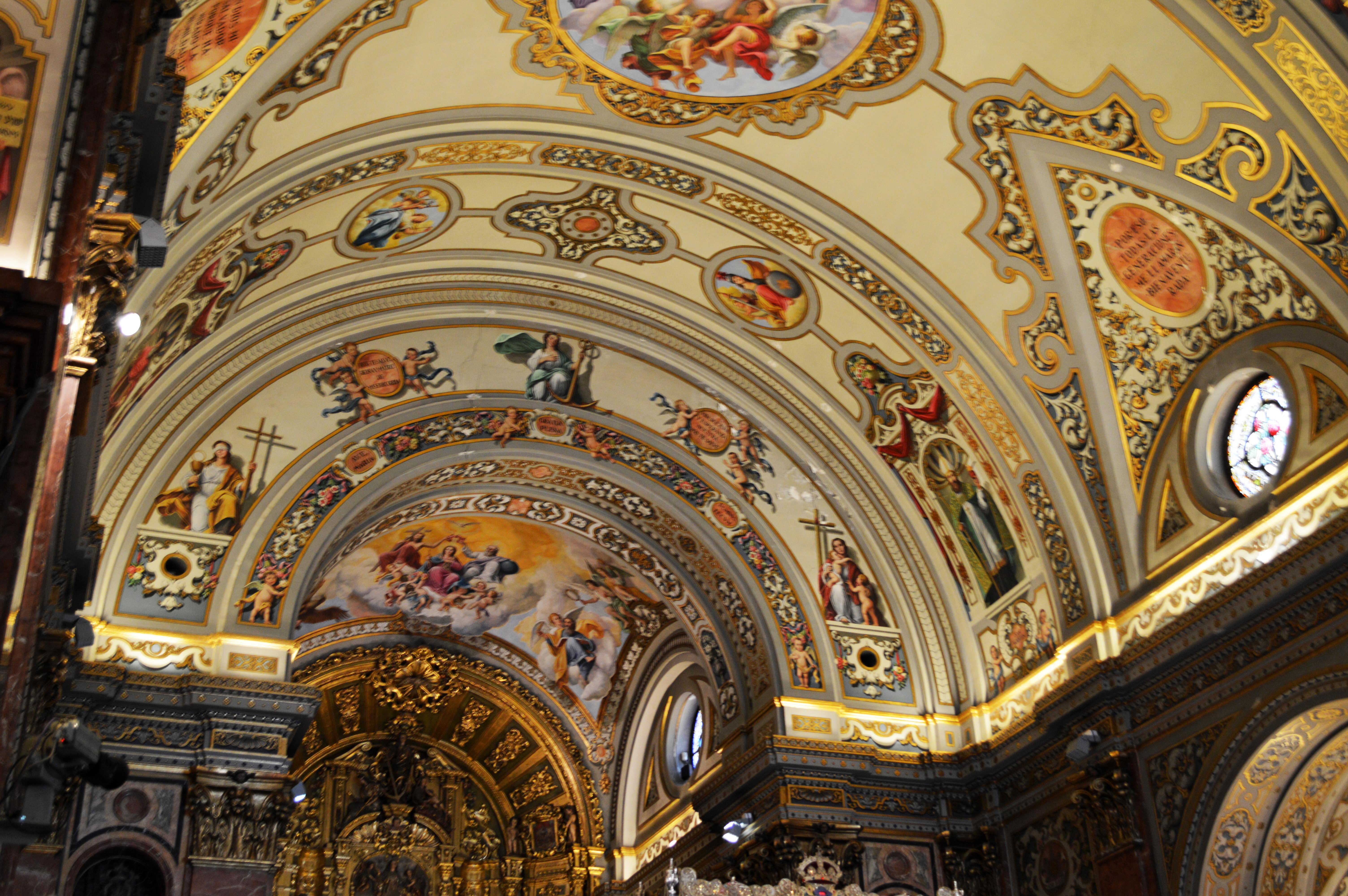
Aperçu des peintures de la nef.